# Туфешти (Браила)
Туфешти (рум. Tufeşti) насеље је у Румунији у округу Браила у општини Туфешти. Oпштина се налази на надморској висини од 12 m.

## Становништво
Према подацима из 2002. године у насељу је живело 5853 становника, од којих су сви румунске националности.